# Lori Glazier
Lori Glazier (ur. 19 września 1971 w Oshawa) – kanadyjska snowboardzistka. Jej najlepszym wynikiem olimpijskim jest 18. miejsce w halfpipe’ie na igrzyskach w Nagano. Na mistrzostwach świata najlepszy wynik uzyskała na mistrzostwach w Madonna di Campiglio, gdzie zajęła 6. miejsce w halfpipe’ie. Najlepsze wyniki w Pucharze Świata osiągnęła w sezonie 1995/1996, kiedy to zajęła 3. miejsce w klasyfikacji halfpipe’a.

## Sukcesy

### Igrzyska olimpijskie
| Miejsce | Dzień     | Rok  | Miejscowość | Konkurencja | Zwycięzca    |
| ------- | --------- | ---- | ----------- | ----------- | ------------ |
| 18.     | 12 lutego | 1998 | Nagano      | Halfpipe    | Nicola Thost |

### Mistrzostwa Świata
| Miejsce | Dzień       | Rok  | Miejscowość          | Konkurencja | Zwycięzca     |
| ------- | ----------- | ---- | -------------------- | ----------- | ------------- |
| 6.      | 27 stycznia | 2001 | Madonna di Campiglio | Halfpipe    | Doriane Vidal |
| 10.     | 16 stycznia | 2003 | Kreischberg          | Halfpipe    | Doriane Vidal |

### Puchar Świata

#### Miejsca w klasyfikacji generalnej
- 1994/1995 - -
- 1995/1996 - 80.
- 1996/1997 - 75.
- 1997/1998 - 56.
- 1998/1999 - 68.
- 1999/2000 - 76.
- 2000/2001 - -
- 2001/2002 - -
- 2002/2003 - -
- 2003/2004 - -

#### Miejsca na podium
1. Calgary – 25 lutego 1996 (Halfpipe) - 2. miejsce
2. Sun Peaks – 3 marca 1996 (Halfpipe) - 1. miejsce
3. Boreal Ridge – 9 marca 1996 (Halfpipe) - 2. miejsce
4. Mount Bachelor – 17 marca 1996 (Halfpipe) - 3. miejsce
5. Mont-Sainte-Anne – 31 stycznia 1999 (Halfpipe) - 3. miejsce
6. Whistler – 17 grudnia 2002 (Halfpipe) - 2. miejsce